# Nibelungen
Pour les articles homonymes, voir Les Nibelungen.

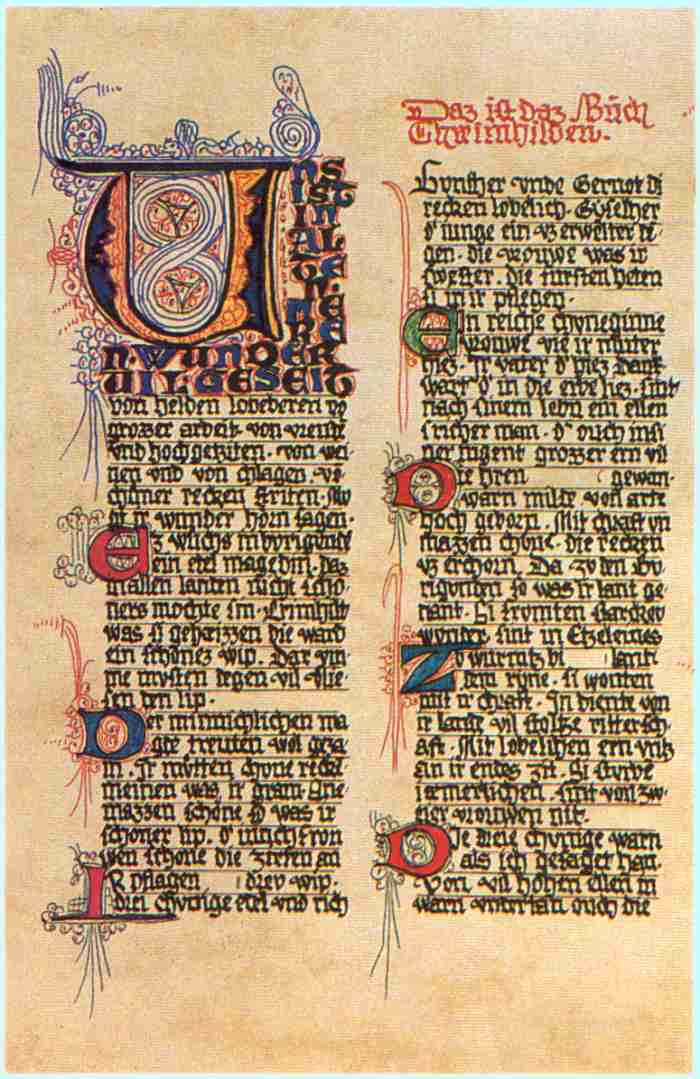
Page de la Chanson des Nibelungen

Les Nibelungen, dont le nom signifie « Ceux de la brume » ou « Ceux du monde d'en bas », sont les nains des légendes germaniques. Ils possédaient de grandes richesses qu'ils tiraient de leurs mines en dessous des montagnes, là où ils habitaient.

## Histoire
« Nibelung dérive de nibel “brume, brouillard, nuée” et -ung, suffixe germanique qui établit un rapport d'appartenance et de parenté, de descendance. Nibelung est donc étymologiquement “le descendant ou le fils de la brume”, ce qui fait du pays auquel il donne son nom un empire mythique qui peut être rapproché du Niflheimr norrois, “le Monde des brouillards”, un des noms de l'empire des morts dans l'ancienne mythologie scandinave. »

— Claude Lecouteux, Les Nains et les Elfes au Moyen Âge
Les Nibelungen avaient pour roi Nibelung. Cette légende qui relate les exploits du chevalier Siegfried a inspiré Richard Wagner et sa tétralogie connue sous le nom de L'Anneau du Nibelung.
L'épopée médiévale est racontée dans la Chanson des Nibelungen. Dans la deuxième partie du poème le nom ne désigne plus ni les fils du roi Nibelung ni son peuple mais les Burgondes, peut-être parce qu'ils avaient recueilli le trésor du roi et que le nom était perçu comme étant celui des gardiens du trésor.
Fritz Lang en a porté une partie à l'écran dans le diptyque Les Nibelungen (1924).
J. R. R. Tolkien a également écrit un poème en vers allitératifs intitulé La Légende de Sigurd et Gudrún, Sigurd étant le nom de Siegfried en vieux norrois.
Une traduction de 45 poèmes titrés rédigés en allemand par le baron Émile de Laveleye intitulée Les Nibelungen a été éditée à Paris.